# Henning Scharpenberg
Henning Scharpenberg OT (* wahrscheinlich in Greifswald; † 5. April 1448) war von 1424 bis zu seinem Tod 1448 Erzbischof von Riga.

## Leben
Der Deutschordensritter Henning Scharpenberg stammte aus Greifswald. Spätestens 1419 war er Dompropst von Riga und damit der wichtigste Mitarbeiter des Erzbischofs Johannes Ambundi, den er in dessen Politik gegen den Deutschen Orden unterstützte, dem er selbst angehörte. 1423 hielt er sich in Rom auf, wo er sich im Auftrag seines Erzbischofs erfolgreich um die Aufhebung der von Papst Bonifaz IX. erlassenen Bullen bemühte, mit denen das Rigaer Domkapitel in den Deutschen Orden inkorporiert worden war.
Nach dem Tod des Erzbischofs Ambundi wählte das Domkapitel am 27. Juni 1424 Henning Scharpenberg zu dessen Nachfolger. Obwohl die Ordensleitung versuchte, die päpstliche Bestätigung zu verhindern, wurde sie am 13. Oktober 1424 erteilt. Da der Deutsche Orden nach dem Friede vom Melnosee geschwächt war, nutzte Scharpenberg zusammen mit dem Öseler Bischof Christian Kobant, der aus Mecklenburg stammte und mit ihm verwandt war, sowie dem Bischof von Dorpat diese Gelegenheit, für ihre Stifte und Kirchen eine größere Unabhängigkeit zu erreichen. 1428 veranstaltete er eine Provinzialsynode, bei der es u. a. um muttersprachliche Predigten für die Nichtdeutschen ging. In nichtöffentlichen Verhandlungen wurden geheim gehaltene Beschlüsse gefasst, mit denen Papst Martin V. gebeten werden sollte, gegen die Unterdrückungen durch den Deutschen Orden vorzugehen. Hierzu wurde eine Abordnung nach Rom entsandt. Da ihr Aufbruch der Ordensleitung bekannt wurde, erließ Landmeister Cisse von dem Rutenberg die Anweisung, die Ausreise zu verhindern. Daraufhin wurden die Reisenden vom Vogt von Grobin überfallen, ihrer Dokumente beraubt und sie selbst unter dem Eis eines Sees ertränkt. In der Empörung über dieses Vorgehen zeigte Erzbischof Scharpenberg nun offen seine Feindschaft gegenüber dem Orden und veröffentlichte eine Bulle, die er bereits am 13. November 1426 vom Papst erhalten hatte. Mit dieser gestattete der Papst dem Erzbischof und seinem Domkapitel, das Ordensgewand abzulegen. Zugleich wurde die Stadt Riga von ihrem dem Orden gegenüber geleisteten Eid gelöst.
Weitere Auseinandersetzungen des Erzbischofs Scharpenberg mit dem Orden wurden mit den Ständen auf Landtagen verhandelt. Da die Vasallen des Erzstifts mehrheitlich auf Seiten des Ordens standen, wurde 1431 in Walk ein Vergleich geschlossen. Die Vereinbarung sah vor, dass der Erzbischof und die damaligen Domherren lebenslang nach der Augustinerregel leben dürfen, während die künftigen Erzbischöfe und Domherren wieder Ordensangehörige sein sollten. Nachdem der Orden im September 1435 an der Swienta eine Niederlage gegen Polen-Litauen erlitten hatte, nutzte Henning Scharpenberg die Gelegenheit, indem er versprengte Ordensritter gefangen nahm und sie töten ließ. Schließlich musste der Landmeister Heinrich von Böckenförde auf dem Landtag in Walk im Dezember 1435 in der Kleiderfrage der Domherren gänzlich nachgeben und die Augustinerregel auf unbefristete Zeit zusagen. Im Gegenzug versprach Erzbischof Scharpenberg, zwölf Jahre lang seine Ansprüche auf die Stadt Riga ruhen zu lassen. Bedeutsam war auch der Beschluss einer sechs Jahre währenden Landeseinung, in der festgelegt wurde, dass innere Streitigkeiten durch ein Schiedsgericht beizulegen sind und auswärtige Kriege nur einvernehmlich geführt werden dürfen. Für den Fall von Angriffen von auswärts verpflichteten sich alle Stände zur Landesverteidigung.
Henning Scharpenberg starb am 5. April 1448 außerhalb von Riga. Sein Leichnam wurde im Rigaer Dom beigesetzt.